# Igloolik
Igloolik (o Iglulik) és un llogarret Inuit a Nunavut, nord del Canadà. Està prop de la Península de Melville. El nom "Igloolik" significa "aquí hi ha una casa" deriva d'iglú. En Inuktitut

## Història
Els jaciments arqueològics mostren que ja estava habitat fa més de 4.000 anys. El primer contacte amb europeus va ser sota el Capità William Edward Parry qui passà l'hivern a Igloolik el 1822.
La Hudson's Bay Company tenia un post a aquesta illa.

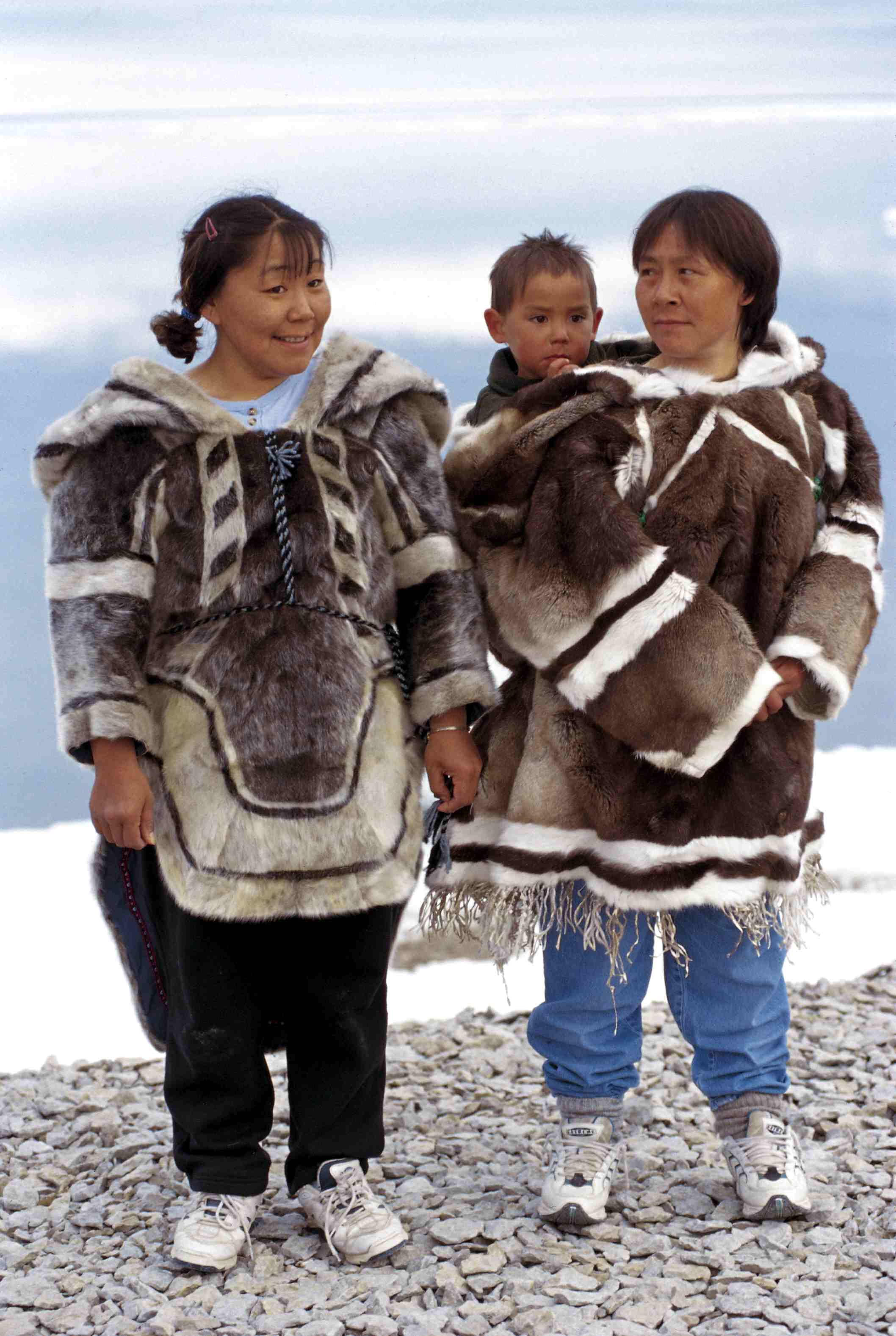
amautiit tradicional fet de foca (esquerra) i caribú (dreta)

## Demografia

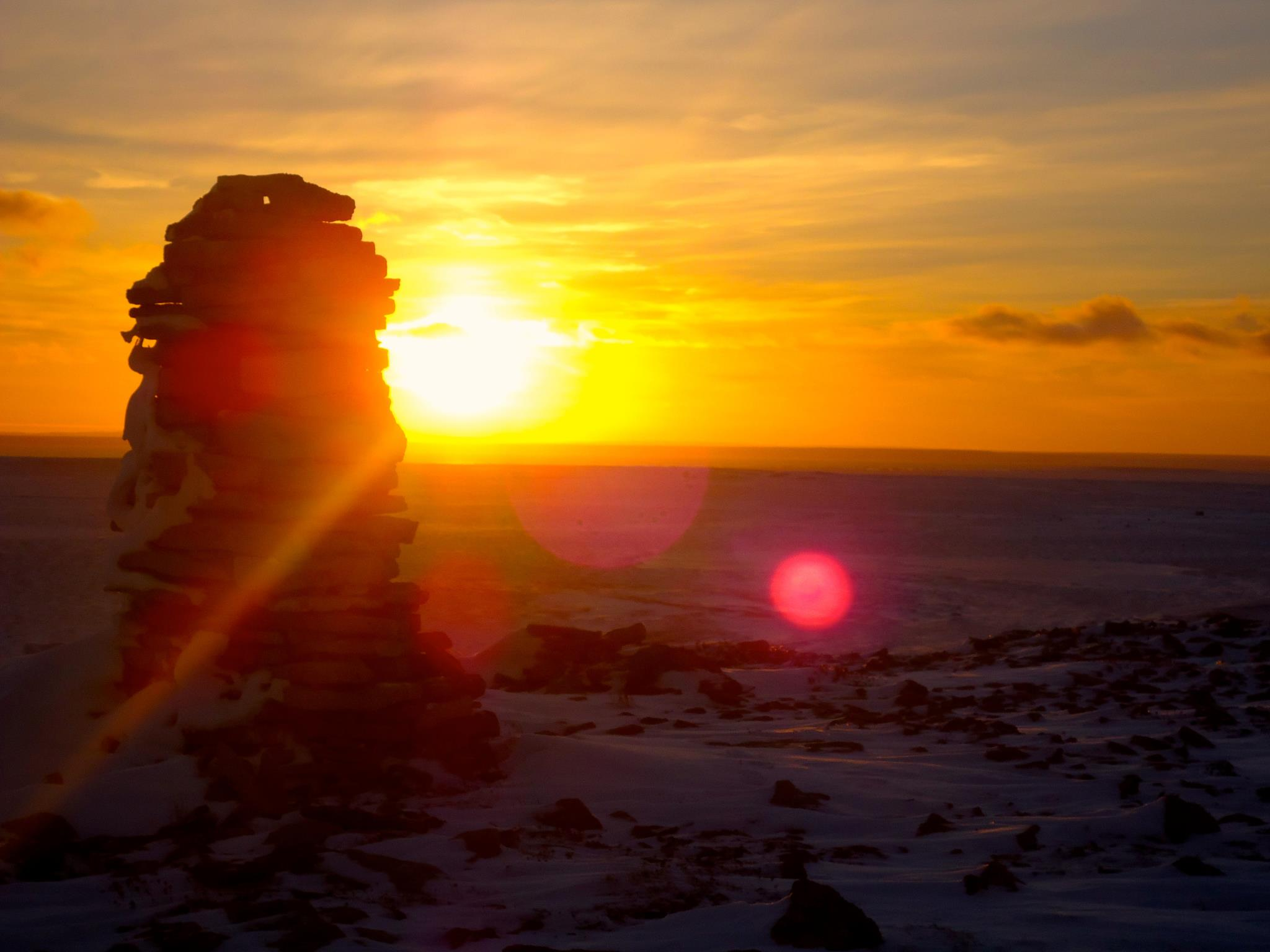
Igloolik

Segons el cens de 2016, Igloolik tenia 1.682 habitants.
Creixement de l'Iglulingmiut:
- 146 (1822)
- 485 (1963)
- 680 (1967)
- 867 (1972)
- 1,174 (1996)
- 1,286 (2001)
- 1,538 (2006)
- 1,454 (2011)
- 1,682 (2016)

L'actriu, directora i cantant de gola Lucy Tulugarjuk és nascuda aquí.

## Clima
Igloolik té un clima polar amb 9 mesos de l'any sota zero. La temperaturamitjana anual és de -13,3 °C El gener -31,6 i el juliol 7,4. La pluviometria és de 222 litres.